# Adriano Schmidt
Adriano Schmidt (vietnamesischer Name: Bùi Đức Duy, * 9. Mai 1994 in Grimma) ist ein deutsch-vietnamesischer Fußballer auf der Position eines Innenverteidigers und seit 2022 A-Nationalspieler Vietnams.

## Karriere

### Verein
Geboren im sächsischen Grimma, durchlief der Abwehrspieler später die Jugendmannschaften vom FC Augsburg und des FC Ingolstadt 04. 2013 ging Schmidt dann zum VfB Eichstätt in die Bayernliga Süd und ein Jahr später schloss er sich dem Landesligisten FC Gerolfing an. Von 2015 bis 2018 war er für den TSV Schwabmünchen aktiv und absolvierte 84 Ligaspiele mit zwei Treffern. Anschließend wechselte Schmidt in die vietnamesische V.League 1 zum Hải Phòng FC. Seit 2022 steht er nun beim Ligarivalen Bình Định FC unter Vertrag.

### Nationalmannschaft
Am 1. Juni 2022 debütierte Schmidt für die vietnamesische A-Nationalmannschaft im Testspiel gegen Afghanistan. Beim 2:0-Sieg im Thống Nhất Stadium von Ho-Chi-Minh-Stadt wurde er zwar schon zur Halbzeit ausgewechselt, gab aber in der 33. Minute die Vorlage zum Führungstreffer durch Đỗ Duy Mạnh.